# Coelioxys quadrifasciata
Coelioxys quadrifasciata là một loài Hymenoptera trong họ Megachilidae. Loài này được Gupta mô tả khoa học năm 1992.